# Positivismo en México
El positivismo es una corriente que afirma ser la última y más elevada fase del conocimiento. Es la cima de una evolución que tuvo su origen en el conocimiento teológico o fabulatorio primitivo, evolucionó a una fase o estado abstracto o metafísico y llegó a la fase positiva, estado que se basa en la ciencia, que es el resultado de la coordinación de los fenómenos sujetos a la experiencia. Toma como base la inducción y la experiencia, dejando a un lado la razón pura y lo absoluto Hegel, pues para el positivismo estos dos temas son inaccesibles para el espíritu humano. En el terreno social, se interesa por la reorganización de la vida en sociedad mediante el conocimiento científico, con el cual se controlarían las fuerzas naturales. Y en el individuo es lo mismo que en el social, solo cambiamos el "social", por el "individuo".
En pocas palabras, "La ciencia se construye en el conocimiento de lo positivo (los hechos, lo concreto, lo dado por la experiencia). Lo positivo a nivel práctico será lo útil, eficaz y constructivo. La sociedad es la única realidad concreta. Esta se organiza históricamente según tres categorías: orden, progreso y estado (o estadio). Todo estado social manifiesta una determinación de la sabiduría universal, tiene una forma de explicar las cosas." 

## Augusto Comte

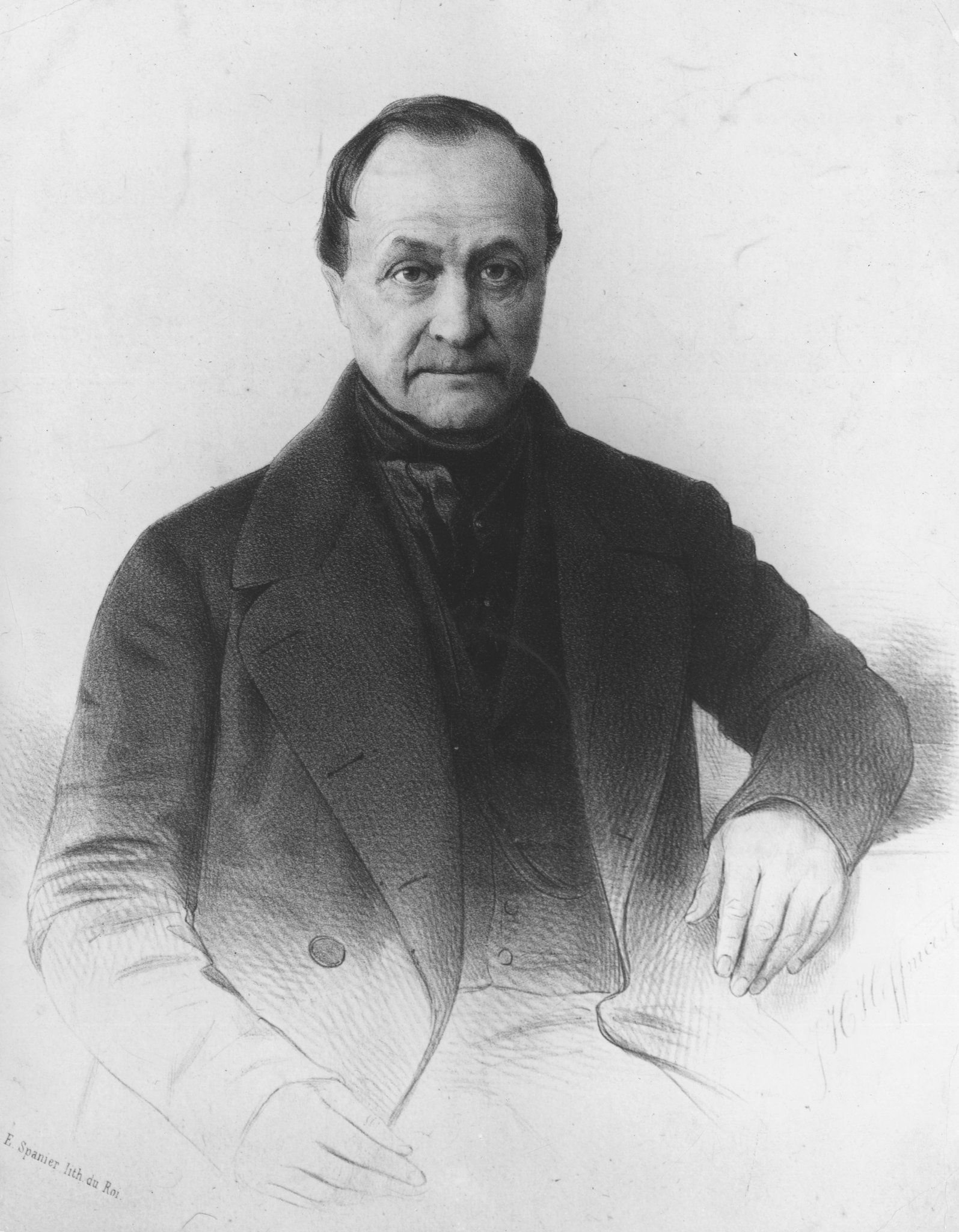
El positivista Auguste Comte

El principal exponente de esta corriente fue el francés Augusto Comte, (1798-1897) el cual sostenía que adoptando una actitud científica se podía reestructurar intelectual , moral y políticamente el orden social. En su obra Curso de filosofía positiva, aseguraba que de la progresión de la Ciencia, como cualquier rama del saber, surgía una ley que se descomponía en tres fases y que esta ley rige el desarrollo de la humanidad.
Las tres estados, estadios o fases son:
- Estado teológico, ficticio: Fase en la que los sucesos son explicados de una manera muy elemental. Se dan respuestas absolutas a los fenómenos que resultan extraños, difíciles de explicar. Se busca que todo se parezca o asimile al hombre y las explicaciones se basan en razones sobrenaturales. Domina la imaginación.
- Estado metafísico, abstracto: en este estadio se utilizan categorías filosóficas abstractas para explicar los sucesos. Como en el estado teológico, da explicaciones absolutas, pero a diferencia de éste, en el que dominaba la imaginación, en esta fase domina el razonamiento. "El espíritu metafísico no tiene la autoridad efectiva que tenía el estado teológico, aunque ha servido, pensaba Comte, entre los siglos XIII a XVIII para descomponer el sistema teológico en los distintos géneros del saber. Por eso es una fase destructiva y crítica, no constructiva." [2]
- Estado positivo, real: en esta fase se aclaran materialmente las causas de los hechos, con el objetivo de llegar a generalizaciones comprobables. Es la última etapa del desarrollo del espíritu humano. "No busca el por qué de las cosas sino el cómo aparecen y se comportan los fenómenos. Solo interesa la descripción fenoménica y la regularidad de su obrar. Estado definitivo de la positividad racional, tiene como rasgo distintivo el de la subordinación constante de la imaginación a la observación; el espíritu humano renuncia a las explicaciones absolutas de etapas anteriores y ser circunscribe al dominio de la verdadera observación. Este estado se rige por la regla de que toda proposición que no pueda reducirse al mero enunciado de un hecho, particular o general, no tiene sentido (criterio de discriminación de Hume)." [2]

## Gabino Barreda

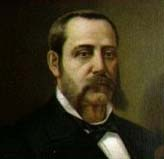
Gabino Barreda, positivista mexicano, fundador de la Escuela Nacional Preparatoria

Gabino Barreda (1818-1881) fue un médico, filósofo y político mexicano. Mientras estudiaba medicina en París, Francia, se acercó a los cursos del gran exponente del positivismo, Augusto Comte, lo que marcó su ideología. 
En su vuelta a México, trajo consigo la obra de Comte, Curso de Filosofía Positiva, y comenzó a darla a conocer en sus cátedras de filosofía médica que impartía en la Escuela Nacional de Medicina. En el año de 1867, mientras residía en Guanajuato, recitó un discurso en el cual se podía notar la influencia positiva de su idiosincrasia y su inclinación por la importancia que la educación podría tener en el desarrollo de México. Entre la audiencia se encontraba el presidente Benito Juárez, quien al poco tiempo derrotó al imperio de Maximiliano. En febrero de 1868, tras ganar las elecciones presidenciales, emitió el decreto fundacional de la Escuela Nacional Preparatoria e hizo de Barreda su director general, convencido por el contenido del discurso y su preparación.

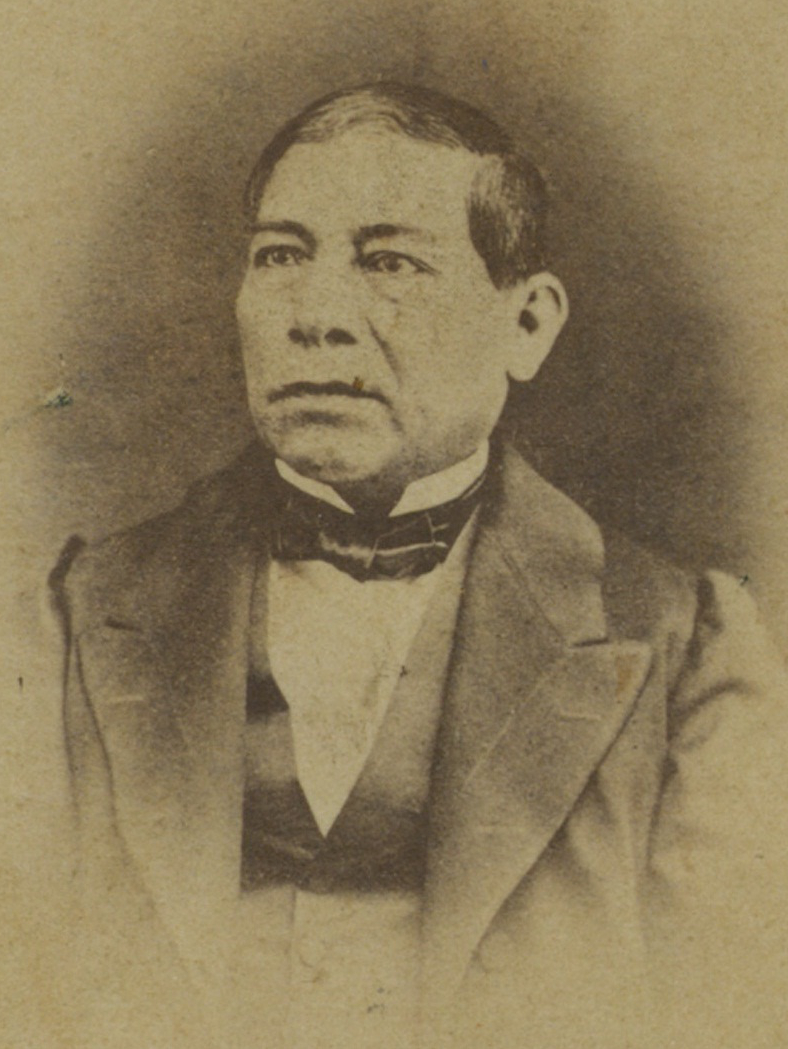
Benito Juárez circa 1868, año en el que decretó la fundación de la Escuela Nacional Preparatoria

## Contenido positivista en el discurso de Barreda
En el discurso previamente citado, Gabino Barrera hace presente el triunfo de las fuerzas liberales contra las conservadoras, producto del movimiento de Reforma, y lo que para el pensamiento positivo significa: el gran triunfo del espíritu positivo alentando a México al progreso.
Gabino Barreda aplica las tres fases evolutivas de la humanidad a la historia de México de la siguiente manera:
- Estadio teológico: el clero y la milicia, como representantes de las fuerzas negativas.
- Estadio metafísico: los grupos sociales que se enfrentan a los conservadores para establecer un nuevo orden social
- Estadio positivo: el establecimiento del nuevo orden (el camino se emprendía a partir de la República Restaurada y, después, del Porfiriato).

Para Barreda el establecimiento del nuevo orden había culminado y estaba por iniciarse la etapa en la que México podría marchar por la senda del progreso. La meta de la revolución había sido alcanzada, y en esta meta la libertad quedaba garantizada dentro del orden material. Este orden material sería ajeno a la idea de la libertad propia del individuo.

## Influencia positivista en el gobierno de México
Una prioridad para Barreda y sus allegados positivistas era la emancipación mental por medio de la educación adecuada. El nuevo orden dependería enteramente de este ámbito. Con Juárez al mando de México, Barreda sería el encargado de colaborar con la reforma en términos de educación, reforma que seguiría lineamientos e ideas positivistas, de reorganización del orden social mediante la ciencia, por lo que la educación y la libertad desempeñaban un papel principal en este cambio. 
Sin embargo, la libertad que los positivistas hablaban iba en contra de la libertad entendida como dejar hacer, ya que es opuesta al orden liberal. La libertad positivista era definida como dejar seguir el curso natural de las cosas sin obstáculos ni trabas, tal como la ley de la gravedad en la naturaleza . La libertad era asumida por los positivistas mexicanos como un conjunto de impulsos guiados que la sociedad necesita para su desarrollo y progreso, por lo tanto la libertad en sentido liberal se torna egoísta y no favorecería a la sociedad en general, por lo tanto el Estado debería intervenir en la educación moral del mexicano, preparándolo para ser buen ciudadano. Obrando primero a favor de la sociedad, y de esta manera también podría cumplir sus metas.
Un punto que resaltaba en las ideas de los reformadores positivistas era que la interferencia del Estado, el cual debía limitarse a intervenir en la educación, mas no en la propiedad privada, pero con la firme convicción de que interviniendo en la educación pudiese no tener que intervenir en lo demás, ya que los ciudadanos destinarían sus recursos al desarrollo.
El positivismo impulsado por Barreda veía a los ricos y sus riquezas como instrumentos del desarrollo material de la sociedad, por lo tanto asumían una postura en la cual el Estado debía favorecerlos, con el argumento de que la riqueza era el instrumento de progreso social, y se encontraba con quienes sabían cómo llegar al desarrollo material y por eso no debía haber cambio de posesión y distribución de la riqueza. Para el positivismo un punto fundamental radicaba en el orden político, en el que el Estado debía preocuparse por el desarrollo de la riqueza y que los hombres, sin atentar contra su libre pensamiento, debían permitir el desarrollo de ésta. 
Esta ideología le dio sustento a la burguesía mexicana, ya que permitió justificar la desigualdad socioeconómica existente y generó un ambiente favorable para generar mayor riqueza.

## Resultados de la educación positivista
La educación positivista en México comenzó a tener resultados visibles a finales de 1870 en el periódico La Libertad, en el que varios editorialistas eran discípulos de Barreda. Un tema constante en los artículos escritos ahí era hablar de un nuevo grupo político que se caracterizaba por un lema de Orden y Progreso, que fueron una adaptación de los principios fundamentales del positivismo: Amor, Orden y Progreso. Así, en los fundamentos e ideas de este nuevo grupo conservador-liberal se encuentra la búsqueda del orden y la libertad mediante métodos conservadores. Y para poder llegar a la libertad que buscaban, sería necesario el establecimiento del orden. 
El plan de este nuevo grupo político consistía en una reforma educativa positivista de educar y crear un concepto de libertad en la mente del mexicano, y con base en eso comenzar un camino que llevaría a la nación al progreso, según sus aspiraciones. Pero para este camino, les era fundamental tener un orden político y social que favoreciera a la burguesía y a la ejecución de sus medidas.

## Resultado de la influencia positivista en México: los Científicos
Finalmente, las ideas de esta generación influenciada por Gabino Barreda se diferenciaron en tres principales ideas del positivismo comtiano: 
- La no justificación de la libertad de enriquecimiento del positivismo comtiano, ya que en terreno material, el positivismo planteaba la subordinación del individuo a la sociedad
- La religión y la política, las cuales no eran aceptadas por los positivistas mexicanos, cuya prioridad era el desarrollo material y social de la burguesía mexicana
- La simplificación del lema comtiano en el lema porfirista de Orden y Progreso

Esta generación se percibía a sí misma como aquella que podía y debía guiar al país hacia el desarrollo, debido a su formación orientada a la ciencia, gracias a la educación y formación que habían recibido. Entre los nombres de esta nueva generación con nuevas ideas y metas se destacan: Justo Sierra, Rosendo Pineda, Porfirio Díaz, etc.
El 5 de abril de 1892 esta generación y sus ideas se plasmaron en la creación del Partido Unión Liberal, el cual apoyaba a Porfirio Díaz y su reelección, este grupo fue conocido como Los Científicos, fundado por José Yves Limantour, quién sería Secretario de Hacienda de 1892 a 1911.u

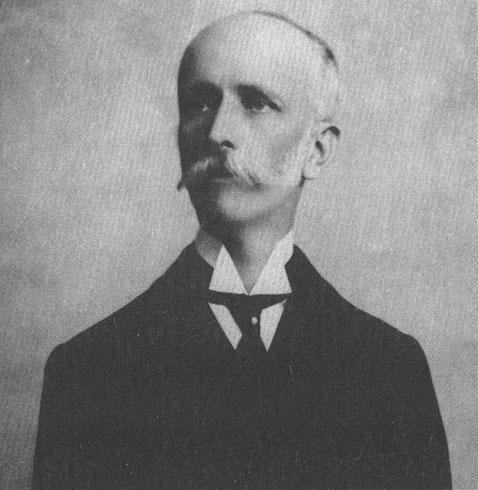
José Yves Limantour, fundador del Partido Uniónteral o Los Científicos

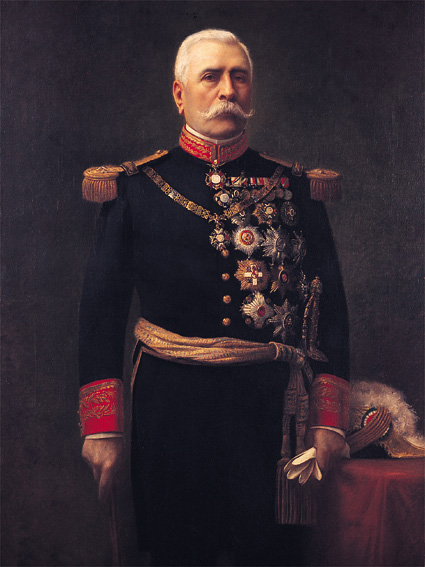
El presidente Porfirio Díaz vio con buenos ojos al positivismo

Durante el porfiriato, Los Científicos tuvieron gran influencia en las decisiones de política de Porfirio Díaz, quién les otorgó a algunos de ellos el mando de secretarias de Estado. El grupo de Los Científicos esperaba que Porfirio Díaz les sucedería el gobierno del país, una vez que terminara su mandato por cuestiones de vejez o muerte, lo cual nunca sucedió.